# Ла-Уерта (Нью-Мексико)
Ла-Уерта (англ. La Huerta) — переписна місцевість (CDP) в США, в окрузі Едді штату Нью-Мексико. Населення — 1448 осіб (2020).

## Географія
Ла-Уерта розташована за координатами 32°26′56″ пн. ш. 104°13′23″ зх. д. / 32.44889° пн. ш. 104.22306° зх. д. (32.448911, -104.223083).  За даними Бюро перепису населення США в 2010 році переписна місцевість мала площу 4,03 км², уся площа — суходіл.

## Демографія
Згідно з переписом 2010 року, у переписній місцевості мешкало 1246 осіб у 507 домогосподарствах у складі 371 родини. Густота населення становила 309 осіб/км².  Було 535 помешкань (133/км²).
Расовий склад населення:
| - 91,6 % — білих - 1,2 % — азіатів - 0,9 % — корінних американців - 0,5 % — чорних або афроамериканців - 3,5 % — осіб інших рас |

До двох чи більше рас належало 2,4 %. Частка іспаномовних становила 18,1 % від усіх жителів.
За віковим діапазоном населення розподілялося таким чином: 23,4 % — особи молодші 18 років, 59,0 % — особи у віці 18—64 років, 17,6 % — особи у віці 65 років та старші. Медіана віку мешканця становила 46,9 року. На 100 осіб жіночої статі у переписній місцевості припадало 103,6 чоловіків;  на 100 жінок у віці від 18 років та старших — 98,5 чоловіків також старших 18 років.
Середній дохід на одне домашнє господарство  становив 114 466 доларів США (медіана — 84 922), а середній дохід на одну сім'ю — 132 703 долари (медіана — 134 583). За межею бідності перебувало 7,1 % осіб, у тому числі 4,3 % дітей у віці до 18 років та 0,0 % осіб у віці 65 років та старших.
Цивільне працевлаштоване населення становило 514 особи. Основні галузі зайнятості: освіта, охорона здоров'я та соціальна допомога — 28,2 %, сільське господарство, лісництво, риболовля — 11,7 %, мистецтво, розваги та відпочинок — 10,7 %.